# Ханикоглу, Наталья Владимировна
Наталья Николаевна Ханикоглу (тур. Natalia Hanikoğlu, урожд. Беляева; также носила фамилию Шигина; род. 23 июня 1975, Москва) — турецкая, ранее российская волейболистка.

## Карьера
Занималась волейболом в СДЮШОР № 1 Советского района Москвы, окончила Московский областной государственный институт физической культуры.
Профессиональную карьеру начинала в ЦСКА, в составе которого пять раз становилась призёром чемпионатов России, была капитаном команды. В 1994 году дебютировала в сборной России и выиграла бронзовую медаль на чемпионате мира в Бразилии. Также за российскую сборную играла в 1997 году в матчах группового этапа Гран-при и отборочного турнира чемпионата мира-1998.
Осенью 1997 года Наталья Шигина переехала в Турцию и начала выступления за «Коджаэлиспор» из Измита. Спустя год вышла замуж за волейболиста Хакана Ханикоглу, сменила фамилию и приняла турецкое гражданство.
С 2000 года Наталья Ханикоглу играла за сборную Турции и один из ведущих клубов страны — стамбульский «Эджзаджибаши». В 2003 году в составе турецкой национальной команды стала серебряным призёром чемпионата Европы.
В 2004 году вернулась в Россию, где выступала за «Заречье-Одинцово» и московское «Динамо». В 2006-м была участницей первого в истории сборной Турции финального турнира чемпионата мира.
Пропустив сезон-2007/08 в связи с рождением дочери, Наталья Ханикоглу возобновила карьеру в стамбульском «Бешикташе», в дальнейшем играла за «Эджзаджибаши», бакинский «Азеррейл», стамбульский «Галатасарай» и с 2012 года — вновь за «Бешикташ».

## Достижения

### Со сборными
- Бронзовый призёр чемпионата мира (1994).
- Серебряный призёр чемпионата Европы (2003).

### С клубами
- Чемпионка России (2005/06, 2006/07), серебряный (1993/94, 1994/95, 1995/96, 1996/97) и бронзовый (1992/93) призёр чемпионатов России.
- Обладательница Кубка России (2004), серебряный (1997) и бронзовый призёр Кубка России (2005, 2006).
- Чемпионка Турции (2000/01, 2001/02, 2002/03), бронзовый призёр чемпионатов Турции (2003/04, 2009/10).
- Обладательница Кубка Турции (2000/01, 2001/02, 2002/03).
- Финалистка Лиги чемпионов (2006/07).
- Обладательница Кубка вызова (2010/11), серебряный призёр Кубка топ-команд (2005/06) и Кубка вызова (2013/14), бронзовый призёр Кубка обладателей кубков (1995/96, 1996/97).
- Финалистка Кубка CEV (2011/12).

### Индивидуальные призы
- Лучшая нападающая «Финала четырёх» Кубка топ-команд (2005/06).